# Техно 24
Т24 (Техно 24) — российский круглосуточный научно-познавательный телеканал.
Программы телеканала посвящены современной технике и уникальным строительным сооружениям, популярному оружию и легендарным героям, спортивным единоборствам и рискованным путешествиям. «Т24» рассказывает о культуре обращения с гражданским оружием, оборонно-промышленном комплексе и технологиях будущего, погружает в виртуальную реальность и мир киберспорта, знакомит с темой моторов и строительной индустрией, следит за инженерными и конструкторскими разработками.

## История
Телеканал 24ТЕХНО начал вещание 18 июня 2007 года. Он стал шестым телеканалом компании «АртМедиа Групп», ведущего производителя телевизионных каналов для кабельного и спутникового вещания.
Первоначально телеканал себя позиционировал как круглосуточный научно-развлекательный телеканал о технике, технологиях и невероятных экспериментах. Главной тематикой телеканала были достижения российской и мировой науки и техники. Своей целью телеканал видел объединение лучших научно-популярных программ и фильмов российского и зарубежного производства на одном канале.
Программное наполнение телеканала на 50 % составляло передачи российского, в том числе собственного производства. Половину эфира занимали западные программы и фильмы, отвечающие тематике канала. Среди закупок телеканала были картины производства компаний BBC, Electric Sky, F For Films, World Wide Entertainment и других. Рубрики «Человек», «Технологии», «Открытия», «Космос», «Секретные материалы», «Кунсткамера» и «Эволюция» повествовали о новейших разработках ученых в различных отраслях науки, а также об истории открытий. К 2008 году аудитория телеканала достигла двух миллионов человек из России, стран СНГ и Балтии. С 2011 по 2013 год входил в медиахолдинг «НКС Медиа».
1 февраля 2015 года 24ТЕХНО вошёл в пакет тематических телеканалов «Цифрового Телевидения» (дочернего предприятия ВГТРК и «Ростелеком»). Произошел полный перезапуск телеканала. Телеканал получил название «Техно 24» или «Т24», новый эфирный логотип и фирменный стиль, линейки программ. Полностью изменилось позиционирование телеканала. Новый телеканал возглавил главный редактор Олег Терновой. После перезапуска обновленный «Т24» предложит своим зрителям несколько спецпроектов, посвященных танкам, вооружению современной Российской армии, а также шоу о мужчинах, увлеченных реставрацией военной техники. Два проекта «Т24» посвящены военной и гражданской технике. Основу эфира телеканала составляет контент собственного производства. Всего в 2015 году зрители увидели 500 часов оригинального контента. Накопленная аудитория телеканала на момент запуска составила 15,2 млн абонентов на территории России, страны Балтии и СНГ.
Телеканал вещает в сети базового цифрового телевидения OnLime (НКС) на 166-й позиции. С 1 марта 2013 года канал вещает в составе расширенного социального ТВ-пакета НКС на частоте 839 МГц, где до этого времени вещал телеканал «Совершенно секретно».
1 июня 2017 года перешёл на широкоформатное вещание 16:9.

## Аудитория
Свыше 42 млн зрителей в России, странах Балтии и СНГ.
Целевая аудитория: мужчина 18-56 лет.
Ядро аудитории: мужчина 35-56 лет с высшим образованием, Обеспечены средне и выше среднего — 81 %.

## Награды
- Диплом лауреата фестиваля «Щит России» в номинации «За освещение темы, посвященной деятельности предприятий военно-промышленного комплекса», приз «Ника» — телевизионный фильм «Авианосец» из цикла «Полигон»[4]
- Диплом «Сделано в России» фестиваля «Щит России» — телевизионные фильмы «ЗРК Тор. Рождение» и «ЗРК Тор. Испытание» из цикла «Полигон»[5]
- Золото в номинации «Лучший дизайн промо» IV конкурса «Медиабренд» — анонс программы «Полигон. Гаубица Д-30»[6]
- Победители в номинации «Лучший фильм о подводном флоте» XIV Международного фестиваля морских и приключенческих фильмов «Море зовёт!» — «Подводники. Погружение» и «Подводники. Режим „Тишина“»[7]
- Победитель в номинации «Лучший фильм о Военно-морском флоте» XIV Международного фестиваля морских и приключенческих фильмов «Море зовёт!» — документальный проект-трилогия «Андреевский флаг»[7]
- Победитель в номинации «Проект специального назначения» III Всероссийского фестиваля прессы «Медиа-АС — 2017» — документальный проект-трилогия «Андреевский флаг»[8]
- Диплом победителя фестиваля «Щит России» в номинации «За освещение темы, посвящённой жизни, учёбе и боевой службе современной армии и флота», приз «Ника» — фильм «ТАВКР „Адмирал Кузнецов“» из цикла «Полигон»[9]
- Гран-при XIII международного фестиваля телевизионной документалистики «Человек и море — 2017» — документальный фильм «Жить морем»[10]
- Победитель в номинации «Мужской телеканал» — Национальная премия в области спутникового, кабельного и интернет-телевидения «Золотой луч»[11]
- Победитель в номинации «Человек труда» Всероссийского конкурса любительских и профессиональных фильмов «Севмаш — территория успеха» — документальный фильм «Аринология. Сварщики Севмаша»[12]
- Победитель в номинации «Назад в будущее» Всероссийского конкурса любительских и профессиональных фильмов «Севмаш — территория успеха» — документальный фильм «Самый-самый. Севмаш»[12]
- Медали «Участнику военной операции в Сирии» — за отличия, отвагу и самоотверженность, проявленные в ходе военной операции, за самоотверженный труд и большой личный вклад в выполнение задач военной операции в Сирии[13]
- Диплом победителю в номинации «Проект специального назначения» (за лучший комплексный информационно-развлекательный проект) — всероссийский фестиваль прессы «Медиа-АС-2018»[14]

## Запрет вещания на территории Украины
12 февраля 2015 г. Нацсовет Украины по телерадиовещанию признал телеканал «Техно 24» не соответствующим законам страны из-за упоминания российского вооружения в эфире телеканала.